# ارنست بایر (قایقران روئینگ)
ارنست بایر (انگلیسی: Ernest Bayer; ۲۷ سپتامبر ۱۹۰۴ – ۱۳ ژانویهٔ ۱۹۹۷) قایقران روئینگ اهل ایالات متحده آمریکا بود.